# 일리야 스파소예비치
일리야 스파소예비치 (Ilija Spasojević, 1987년 9월 11일 ~ )는 몬테네그로계 인도네시아의 축구 선수로 현재 바양카라 FC에서 스트라이커로 활약하고 있으며 귀화 전에는 몬테네그로 청소년 대표팀에서 활동했다.

## 대회 성적

### 클럽
디나모 트빌리시
- 에로브눌리리가 : 우승 (2007-08), 준우승 (2008-09)
- 조지아컵 : 우승 (2008-09), 4강 (2007-08)
- 조지아 슈퍼컵 : 우승 (2008)

페르십 반둥
- 인도네시아 프레지던트컵 : 우승 (2015)

 믈라카 유나이티드
- 말레이시아 프리미어리그 : 우승 (2016)

바양카라 FC
- 리가 1 : 우승 (2017)

발리 유나이티드
- 리가 1 : 우승 (2019, 2021-22), 4위 (2023-24)

### 국가대표팀
인도네시아
- 아체 월드 솔리대리티컵 : 준우승 (2017)

### 개인
- 말레이시아 프리미어리그 이달의 선수 : 2016년 7월, 2016년 8월
- 말레이시아 프리미어리그 득점왕 : 2016 (24골)
- 말레이시아 리그 전체 득점왕 : 2016 (27골)
- 리가 1 올해의 팀 : 2019, 2021-22
- 인도네시아 축구 시상식 인기상 : 2019
- 리가 1 이달의 선수상 : 2021년 9월
- 리가 1 득점왕 : 2020-21 (23골)
- APPI 선정 인도네시아 베스트 11 : 2021-22